# Nashoba (Oklahoma)
Nashoba est une census-designated place du comté de Pushmataha, dans l'État d'Oklahoma, aux États-Unis. En 2020, elle compte une population de 51 habitants.